# 미포항 (거제시)
미포항은 경상남도 거제시 둔덕면 술역리에 있는 어항이다. 2003년 2월 3일 어촌정주어항으로 지정하여 관리하고 있다. 시설관리자는 거제시장이다.

## 어항 연혁
- 붉섬의 동남쪽에 논이 있는 곳이라 쌀개라 하여 미포(米浦)로 이름하였다.

## 어항 구역
- 수역: 미지정(거제시 둔덕면 술역리 864-6번지 수역)
- 육역: 미지정

## 어항 시설
- 물양장, 선착장

## 주요 어종
- 굴, 멍게, 장어, 노래미, 멸치